# Arthur Passage

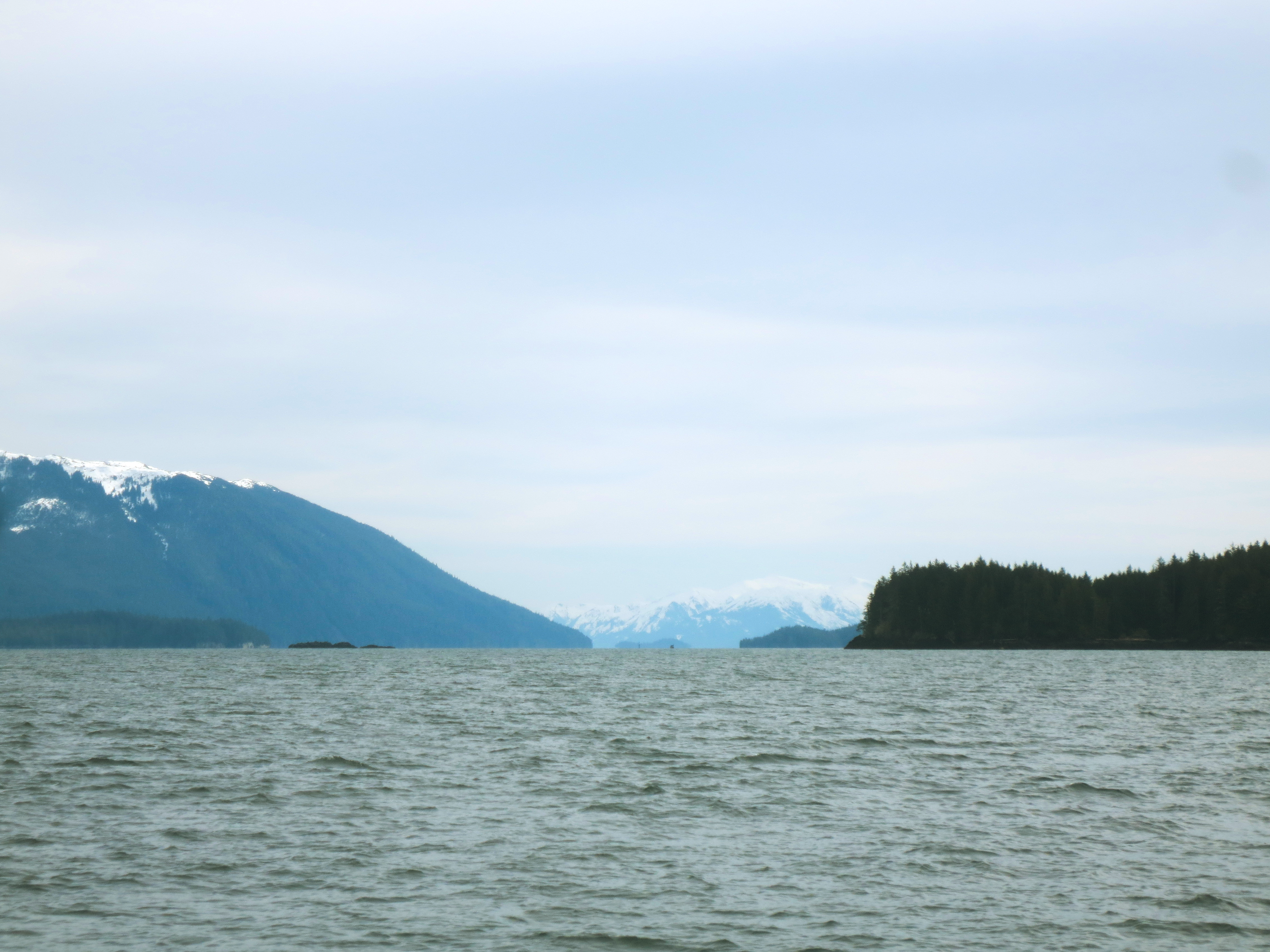
Kijkend naar het zuiden over Arthur Passage

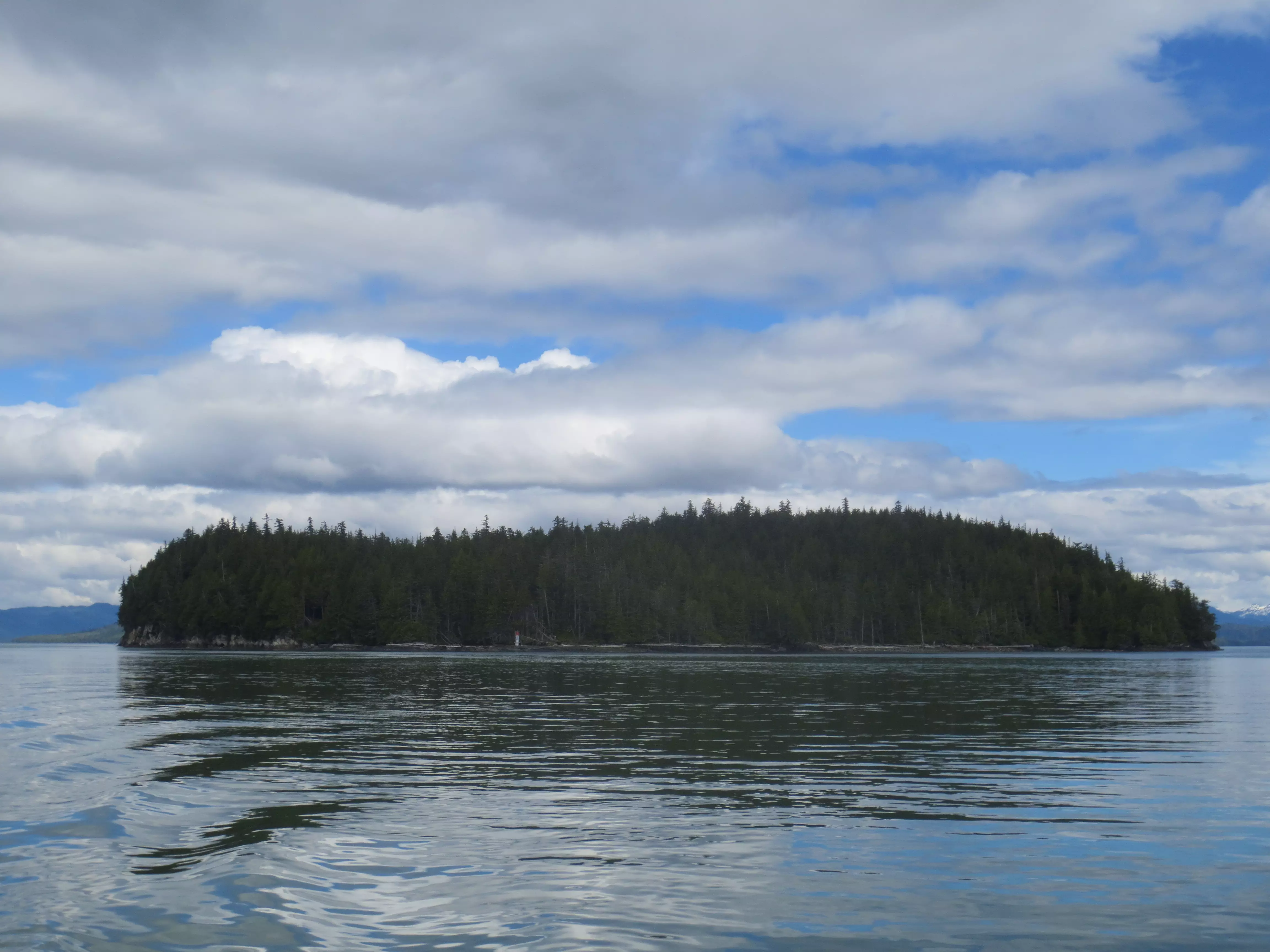
Westkant van Hanmer Island

De Arthur Passage is een zeestraat in het westen van Brits-Columbia in Canada. Het is onderdeel van de Inside Passage-scheepvaartroute. 

## Geografie
De zeestraat ligt tussen Porcher Island in het westen en Kennedy Island in het oosten. In het noordwesten sluit de zeestraat aan op de Malacca Passage, in het zuidoosten op het Grenville Channel en het Ogden Channel. Ten zuiden van Kennedy Island liggen enkele kleinere eilanden die de zeestraat scheiden van de oostelijker gelegen Telegraph Passage. In het midden van het noordelijke uiteinde van de doorgang ligt het kleine Hanmer Island.
Het waterlichaam ligt in de mariene ecoregio Noord-Amerikaans Pacifisch Fjordland.

## Geschiedenis
De Arthur Passage werd in 1867 door kapitein Daniel Pender van de Royal Navy vernoemd naar de derde gouverneur van Vancouvereiland, Arthur E. Kennedy.
In de ochtend van 14 januari 1942 liep het Amerikaanse troepentransportschip USAT David W. Branch, met 350 passagiers aan boord, aan de grond op Hammer Island.

## Ecologie
De hypermaritieme bossen rondom Arthur Passage hebben uitgestrekte gebieden met natte, langzaam groeiende bossen van de reuzenlevensboom en nootkacipres. Macrofauna op de bosbodem van Hanmer Island omvat pissebedden, miljoenpoten, duizendpoten, potwormen en regenwormen.